# Інтимак (Тимірязєвський район)
Інтима́к (каз. Ынтымақ) — село у складі Тимірязєвського району Північноказахстанської області Казахстану. Входить до складу Дмитрієвського сільського округу.
Населення — 50 осіб (2021; 175 у 2009, 258 у 1999, 268 у 1989).
Національний склад станом на 1989 рік:
- казахи — 100 %.